# منارويه (مقاطعة فيروزآباد)
منارويه (بالفارسية: منارویه) هي قرية تقع في قسم أحمد آباد الريفي في إيران. يقدر عدد سكانها بـ 296 نسمة بحسب إحصاء 2016.